# ライズ・トゥ・リメイン
ライズ・トゥ・リメイン (Rise To Remain) は、イギリスロンドンを拠点に活動しているメタルコアバンド。略称はRTR。2011年にメジャーデビューを果たした。オースティン・ディッキンソンはアイアン・メイデンのブルース・ディッキンソンの長男である。オースティン・ディッキンソンのデスヴォイスとクリアヴォイスのバランスは絶妙であり、正統派ギター・ソロやデスコア的要素を取り入れている。英Metal Hammer誌やKerrang!誌では新人賞を獲得しており、今後の活躍が期待されていたが、2015年付で解散した。

## 略歴
2006年、 結成。
2008年、 EP「ビカミング ワン」をリリース。
2010年、 EP「ブリッジ ウィル バーン」をリリース。Metal Hammer Best New Band 2010、Kerrang! Award for Best British Newcomer 2010受賞
2011年、IRON MAIDENのさいたまスーパーアリーナでの公演のオープニングアクトとして来日予定であったが、東日本大震災の影響により敢えなく中止となった。Download FestivalやSonisphereなどの英有名音楽フェスに参加。メジャーデビューアルバム「シティ・オブ・ヴァルチャーズ」をリリース。
2012年、米ツアー型音楽フェスWarped Tour 2012に参加。
2015年、リードギターのベンとドラムのアダムが脱退を表明したことがきっかけとなり、解散となった。解散後、残ったメンバーを中心にAs Lionsが結成された。

## メンバー

### 最終メンバー
- オースティン・ディッキンソン (Austin Dickinson) - ボーカル (2007-2015)
- ベン・トーヴェイ (Ben Tovey) - リードギター (2006-2015)
- ウィル・ホーマー (Will Homer) - リズムギター (2006-2015)
- コナー・キーフ (Conor O'Keefe) - ベース (2012-2015)
- アダム・レウィン (Adam Lewin) - ドラム (2012-2015)

### 過去のメンバー
- テオ・タン (Theo Tan) - ベース (2006-2008)
- アリ・ホワイト (Ali White) - ドラムス、パーカッション (2007-2008)
- オーブリー・ジャクソン＝ブレイク (Aubrey Jackson-Blake) - シンセサイザー (2007-2008)
- ティモシー・シェリー (Timothy Shelley) - ドラムス (2007)
- ジョー・コップカット (Joe Copcutt) - ベース (2008-2012)
- パット・ランディー (Pat Lundy) - ドラムス (2008-2012)
- ジョシュ・ハモンド (Josh Hammond) - ベース (2012)

## ディスコグラフィー

### アルバム
- 2011年 シティ・オブ・ヴァルチャーズ City of Vultures

### デモ・EP
- 2007年 Illusive Existence (Demo)
- 2008年 Becoming One (EP)
- 2010年 Bridges Will Burn (EP)